# Ядерне бомбардування Нагасакі

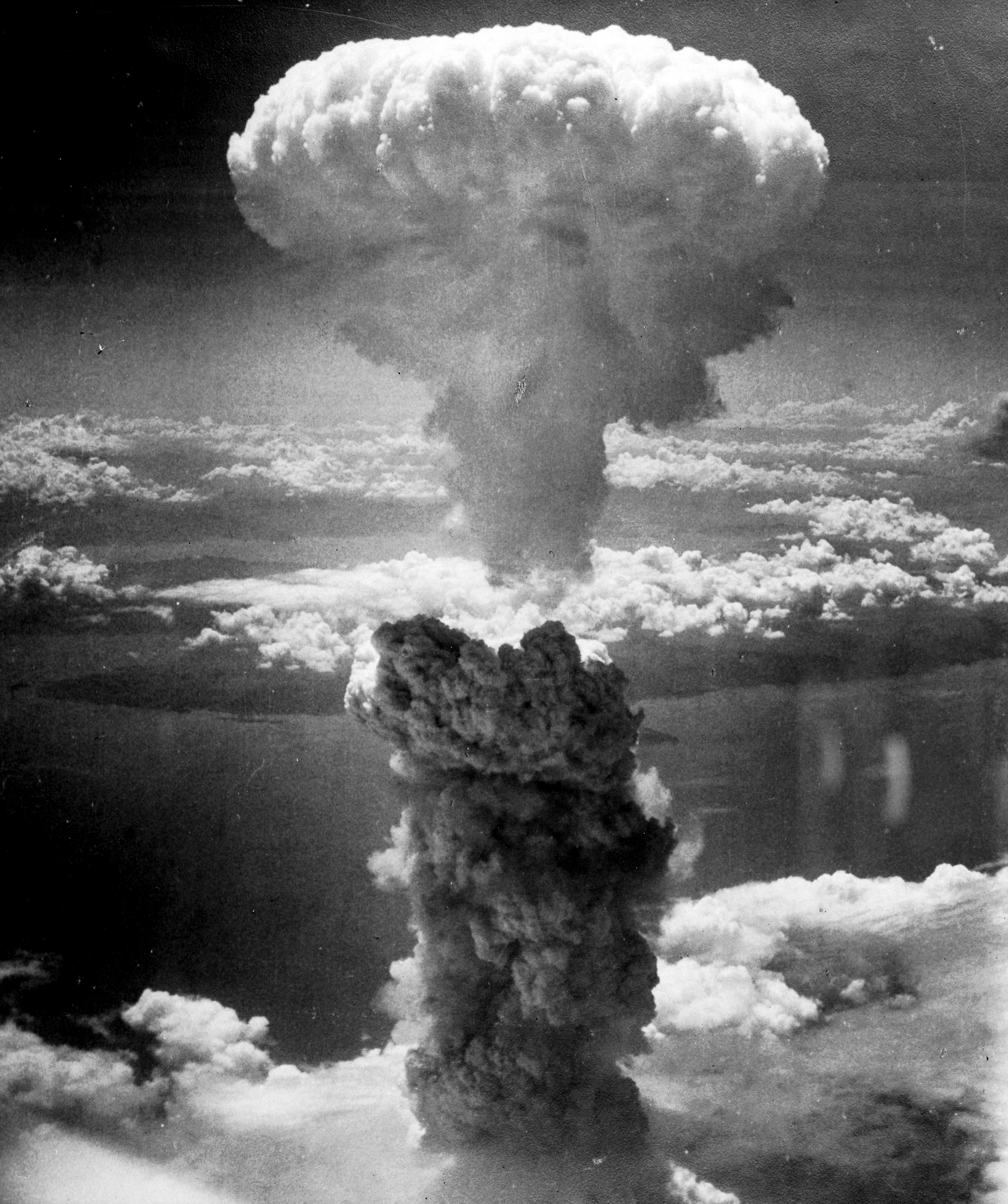
Грибоподібна хмара над Нагасакі після скинення бомби

Ядерне бомбардування Нагасакі — сталось 9 серпня 1945 року, наприкінці Другої світової війни, коли на японське місто Нагасакі було скинуто атомну бомбу Сполучених Штатів.

## Місто
Місто Нагасакі розташоване на заході острова Кюсю в Японії та є адміністративним центром однойменної префектури. Місто виникло на місці рибальського селища і було одним з головних пунктів, через який здійснювалися контакти Японії з іноземними державами. У період сакоку Нагасакі був єдиним портом, відкритим для обмеженої торгівлі з голландцями та китайцями.
З початком другої світової війни Нагасакі не тільки не втратив свого значення як великий морський порт, а й придбав важливе військове значення через багато виробництв, які працювали у місті, передусім суднобудівних, збройних і сталеливарних заводів.
Нагасакі розташовувався у двох долинах, якими текли річки. Гірський хребет поділяв житлові та промислові райони. Саме він зумовив хаотичну забудову Нагасакі й те, що забудовано були менш як 4 квадратних миль із загальної площі міста — 35 кв. миль.
Нагасакі багато років розвивалося без узгодженого плану, тому житлові будинки й заводські корпуси всієї промислової долини опинилися поруч один з одним так близько, як це тільки можливо. На одній вулиці розташовувалися з південного боку сталеливарний завод Міцубісі та корабельня цієї ж компанії, а з північної — торпедні майстерні Міцубісі — Урукамі. Головні ділові та житлові райони розташовувалися на невеликій рівнині, поруч із краєм бухти.

## Бомбардування

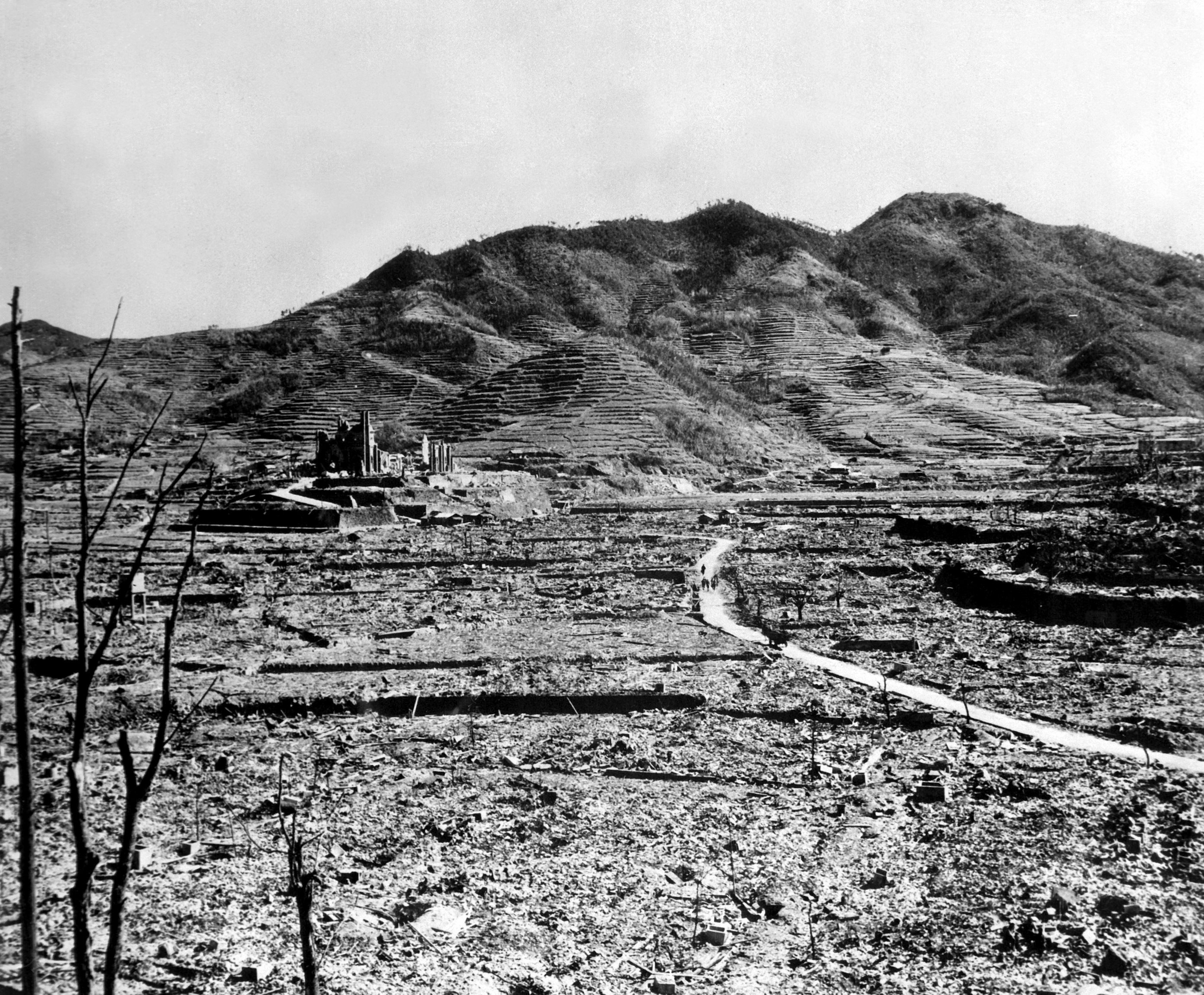
Район Урукамі після бомбардування

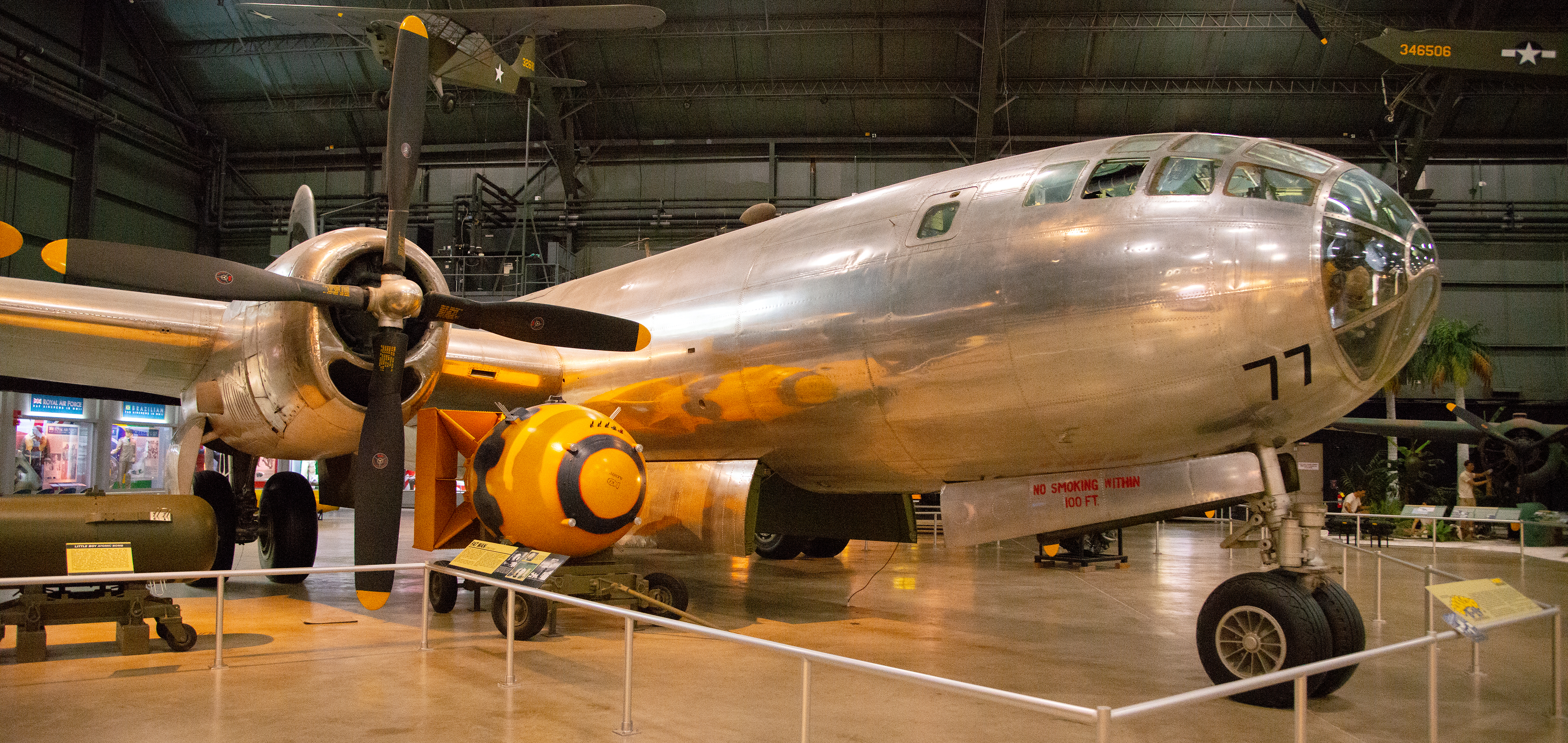
Bockscar B-29 — літак, що скинув бомбу на Нагасакі і макет Товстуна, у Національному музеї ВПС Сполучених Штатів, Дейтон, Огайо

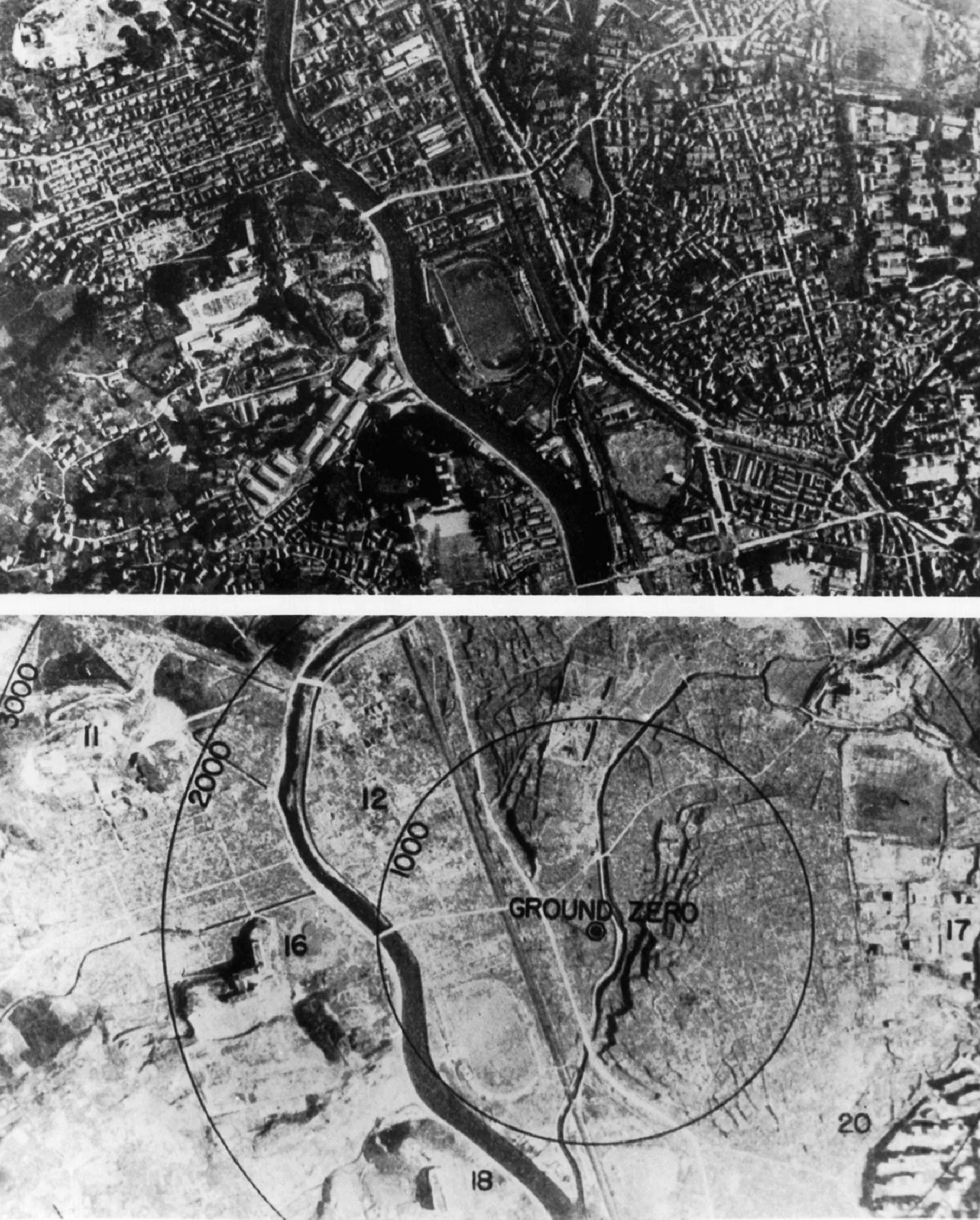
Нагасакі до і після бомбардування

Нагасакі ніколи не піддавався великомасштабному бомбардуванню до вибуху атомної бомби. Однак, 1 серпня 1945 року над містом вибухнули кілька фугасних бомб. Частина з них вцілила у корабельні та доки південно-західної частини Нагасакі, інші — у сталеливарний і збройний заводи Міцубісі, Медичну школу та шпиталь.
```
Хоча руйнування від цього нападу були порівняно невеликі, вони викликали значне занепокоєння в місті й частину людей, здебільшого школярів, було евакуйовано до сільських районів; таким чином, до моменту атомної атаки населення Нагасакі дещо скоротилося.
```

Скидання атомної бомби «Fat Man» («Товстун») (плутонієва бомба, з ізотопу плутонію-239) потужністю 21 кілотонну і масою 4,5 тонни США було заплановано на 11 серпня, потім термін було перенесено на 9 серпня.
Бомбардувальник В-29 Bockscar стартував о 03:47 9 серпня 1945 року, головною ціллю була Кокура, а другорядною — Нагасакі.  Кокура була закрита хмарами та димом від пожеж, які почалися внаслідок великого бомбардування 224 B-29 на сусідню Яхату минулого дня. Це покривало 70 % площі над Кокурою, закриваючи точку прицілювання. Потім екіпаж перейшов до альтернативної цілі Нагасакі. Його також закрили хмари. Однак в останню хвилину бомбардир знайшов діру в хмарах. Товстун був скинутий і вибухнув об 11:02 за місцевим часом після 43-секундного вільного падіння на висоті близько 1650 футів (500 м) — над промисловою долиною Нагасакі, майже посередині між двома головними цілями: сталеливарними та збройовими виробництвами Міцубісі на півдні і торпедним заводом Міцубісі — Урукамі на півночі.
Унаслідок вибуху загинуло та зникло безвісти понад 73 тисячі осіб, ще близько 35 тисяч померли пізніше від опромінення та поранень. Понад 50 % постраждалих зазнали опіків, до 30 % — травм від ударної хвилі, а 20 % — дії проникливої радіації. Пожежі знищили більшість житлових будинків. Атомний вибух охопив територію площею приблизно 111 квадратних кілометрів, з яких 22 припадало на водну поверхню, а лише 25 — на забудовану частину міста. Оскільки забудована зона була частково заселена, це дозволило уникнути ще більшої кількості жертв.
Наслідки другого бомбардування стали не менш жахливими, ніж бомбардування Хіросіми. В одній з японських доповідей ситуацію, що спостерігалася на території Нагасакі, схарактеризували так: «Місто нагадує цвинтар, на якому не вціліло жодної надгробної плити».

## Пам'ять
Наразі епіцентр ядерного вибуху є квітучим передмістям Нагасакі. Про катастрофу нагадує лише так званий Парк Епіцентру. У центрі цього парку стоїть чорна кам'яна колона — саме на тому місці, де вибухнула бомба.
Поруч розташовано Парк Миру, у центрі якого на високому постаменті встановлено колосальну фігуру сидячого напівоголеного чоловіка. Права рука його піднята вгору, ніби вказуючи на бомбу, що падає, а ліва витягнена горизонтально і символізує мир і прощення.
На півдні Парку Миру розташовано новий Музей атомної бомби, який відкрито 1996 року. Страшні експонати цього музею справляють на відвідувачів незабутнє враження. Годинники зі стрілками, застиглими на 11.02 — точний час вибуху атомної бомби 9 серпня 1945 — стали емблемою Нагасакі.

## Реакція на бомбардування
Ядерне бомбардування Хіросіми та Нагасакі спричинило численні протести науковців та військових, які вважали такі дії антигуманними.
Докладніше: Дискусії щодо доцільності ядерного бомбардування Хіросіми і Наґасакі